# Guy-Félix de Pardieu
Guy-Félix de Pardieu, né le 1er avril 1758 à Saint-Domingue et mort le 13 novembre 1799 au château de Vadancourt (Aisne), est un homme politique français.

## Biographie
Fils de Charles et d'Anne Magdeleine Le Veyrier, il est capitaine puis chef d'escadron au régiment de Guyenne. Il était seigneur de Vadancourt, Bray-Saint-Christophe, Bracheux, Hérouel et autres lieux. En résidence à Vadencourt, il fut élu, le 10 mars 1789, député de la noblesse aux États généraux de 1789 par le bailliage de Saint-Quentin, avec 29 voix sur 43 votants.
L'un des premiers de son ordre, il se réunit avec le tiers état, dès le 27 juin 1789 et s'exprima ainsi :

« Messieurs,

Vivement pressé par le sentiment intime de ma conscience de venir me placer parmi les membres de cette auguste Assemblée, je ne me permettrais cependant pas cette démarche si je ne croyais répondre aux vœux des gentilshommes que j'ai l'honneur de représenter. Je ne puis voir, Messieurs, sans attendrissement le tableau majestueux et touchant de la réunion si désirable de la plus grande partie des représentants de cette nation dont le bonheur futur fait votre unique ambition. C'est avec la joie la plus vive que je me plais à penser que bientôt tous les ordres animés du même désir, et réunis par les mêmes sentiments, n'auront plus qu'un même vœu. C'est cette époque que tout citoyen patriote attend avec la plus grande impatience, comme le seul moyen de donner au roi les marques les plus tendres de notre amour et de payer à la nation le tribut qu'elle a droit d'attendre de nous.

Le comte de Pardieu. »

Il accompagna le roi à Paris le 16 juillet 1789, présida le comité des rapports, fut nommé commandant de la garde nationale de Saint-Quentin, et demanda et obtint un congé pour en surveiller l'organisation. De retour à la Constituante, il fit décréter qu'on n'entendrait plus de nouvelles motions sur les finances. Le 26 avril 1790, il fit partie des nouveaux membres du comité des recherches, avec Poulain de Corbion, l'abbé Joubert, Le Déan, Voidel, Cochon de l'Apparent, Payen-Boisneuf, Verchère de Reffye, Rousselet, de Macaye, de Sillery, Babey. Puis il fut élu secrétaire de l'Assemblée (6 juin 1790).
Le 12 septembre 1791, il devint administrateur du département de l'Aisne, et se retira des fonctions publiques sous la Terreur.
Devenu maire de la commune de Saint-Quentin en 1792, l'année suivante, il brûle les titres de noblesses et titres féodaux.

## Mandats
- Régime politique : Révolution
- Législature : Assemblée nationale constituante
- Mandat : Du 10 mars 1789 au 30 septembre 1791
- Baillage : Saint-Quentin (Type : Bailliage)
- Groupe : Noblesse